# Bulbophyllum cruttwellii
Bulbophyllum cruttwellii là một loài phong lan thuộc chi Bulbophyllum.